# Højer
Højer (tysk: Hoyer) er en by i Sønderjylland med 1.066 indbyggere  (2024), beliggende 9 km nordvest for Rudbøl grænse, 27 km syd for Skærbæk og 12 km vest for Tønder. Byen hører til Tønder Kommune og ligger i Region Syddanmark. I 1970-2006 var Højer kommunesæde i Højer Kommune.
Højer hører til Højer Sogn. Højer Kirke ligger i byen.
Lokalt kaldes byen Hæwe, og indbyggerne kaldes Hæwringer.

## Geografi
Højer ligger i Tøndermarsken nær Vadehavet. Byen er opført bag diger og ligger i et af de tyndest befolkede områder i Danmark. Marskstien passerer Højer Mølle, som er udgangspunkt for en af stisløjferne.
Syd for Højer løber Vidå mod vest gennem marsken til Højer Sluse og videre gennem Højer Kanal ud til Vidå Sluse i det fremskudte dige, der blev bygget i 1979-1981 efter at stormfloden 3. januar 1976 truede med at gå over det ældre Højer Dige fra 1861. Ved Vidå Sluse findes en naturudstilling om Vadehavet og marsken, og om sommeren kan besøgende komme på sælobservation med udflugtsbåde.

## Seværdigheder
Højer Mølle er en restaureret hollandsk vindmølle fra 1857. Med sin højde på 22 meter er den en af Nordeuropas højeste af sin slags. Højer Mølle og de to tilhørende kornmagasiner er en del af Museum Sønderjylland og huser en udstilling om Tøndermarsken.
Højer by er præget af gamle huse og gårde fra 1700- og 1800-tallet. Ved Torvet i byen findes Borgmesterkontoret, der er en stråtækt bygning fra 1803, og i Møllegade findes Kiers Gaard, en statelig marskgård opført i 1760, men med en historie, der går tilbage til 1400-tallet. Lises Hus er bygget i 1708. I husets have findes en rekonstruktion af Højers gamle bybrønd fra 1807. I Nørregade ligger Hindrichsens Gaard, en bygning fra 1760 med et særegent gavlhus og et stort stråtag. Bygningen var i mange år byens købmandsgård.
Højer Pølser har siden 1897 i 4 generationer fremstillet prisvindende sønderjyske spegepølser mv. Ved slagterforretningen er der butik og cafe.

## Faciliteter
- Digeskolen er en afdeling af Tønder Distriktsskole og har 125 elever, fordelt på 0.-6. klassetrin.[4] Det tyske mindretals skole i Højer blev lukket i 2010, da der kun var 12 elever.[5]
- Højer Danske Børnehave er en aldersintegreret institution for 0-6 årige børn. Småbørnsgruppen er normeret til 20 børn. og der er 5 voksne tilknyttet. Børnehaven er normeret til 43 børn, og der er 5 voksne tilknyttet.[6] Digevejens Børnehus har til huse i to adskilte bygninger. Vuggestuen har 10 ansatte og 1 pædagogstuderende og er normeret til 37 børn, som er fordelt på 3 stuer. Børnehaven har 10 ansatte fordelt på 3 stuer og er normeret til 73 børn.[7]
- Højer Idrætsforening benytter Marskhallen og tilbyder bl.a. badminton, bordtennis, gymnastik, fodbold og håndbold samt motionshold.[8]
- Højer-Hus er byens forsamlingshus med en stor sal til 100 personer og en lille sal til 40 personer.[9]
- Marskhotellet på Torvet tilbyder værelser med tekøkken og lejligheder med helt køkken, alle med eget bad og toilet. Hotellet blev opført i 1888 med navnet Bahnhof Hotel. Sidebygningen kaldes i folkemunde Falles Hus og hører også til hotellet.[10]
- Plejecenter Digegården har 29 boliger, fordelt på 3 afdelinger med enkeltboliger og 1 med to-rumsboliger.[11]
- Byen har brugs, bager, restaurant og apoteksudsalg.

## Historie
Højer nævnes første gang i Valdemar Sejrs jordebog fra 1231 som landsbyen Høthær. Den var krongods frem til 1313, hvor den overgik til hertugdømmet Slesvig.

### Flækken
Da Tønder i 1600-tallet helt mistede kontakten med havet, blev Højer en vigtig havn med handelsforbindelser til Holland, England og de nordtyske havne. Kvæg og korn blev eksporteret, og kolonialvarer kom retur. Dertil kom et omfattende fiskeri af østers, der i Højer blev pakket i tønder og sendt til Flensborg som såkaldte Flensborg-østers.
Højers ret til at drive handel og håndværk blev længe anfægtet af borgerne i Tønder, men Højer fik i 1736 tildelt privilegium som flække. Det beholdt byen også efter 1920, hvor den dog valgte at træde ud af amtskommunen. Begrebet flække bortfaldt ved kommunalreformen i 1970.

### 1800-tallet
I 1825 aflagde kong Frederik 6. et besøg på egnen for at opmuntre befolkningen efter stormfloden i 1825. I Højer står en mindesten med indskrift på tysk om besøget.
Højer blev et transportknudepunkt for badegæster, gods og post, der ved højvande blev sejlet med dampskib gennem Vadehavet til Munkmarsk på øen Sild.

### Jernbanen
I 1892 blev Tønder-Højer-banen anlagt med station i byen og endestation ved Højer Sluse, hvor dampskibet havde landingsplads. Da færgedriften var afhængig af tidevandet og vejret, kunne opholdet ved slusen blive af længere varighed, så Højer Sluse Station blev udvidet fra en mindre træbygning til at rumme en trestjernet restaurant og værelser til overnattende gæster.
Efter Genforeningen havde tyskerne stadig behov for at køre tog til og fra Højer Sluse. For at undgå tyske embedsmænd på dansk jord blev der indført transittrafik, så kupeerne var plomberede mellem den tyske grænsestation Süderlügum og Højer Sluse.
Den besværlige transittrafik blev overflødig i 1927, da trafikken til Sild blev omlagt til den nye jernbane over Hindenburgdæmningen.
Strækningen mellem Højer by og slusen blev nedsat til havnebane uden persontrafik, og banen havde nu kun trafik af lokal betydning. Persontrafikken til Tønder blev indstillet i 1935, og i 1962 blev banen lukket helt og sporet taget op. Stationsbygningerne er revet ned. A.R. Kjærbys Vej er anlagt på banens tracé, og det fortsætter mod vest og på en sti, der i en skarp venstrekurve går ned til den lille bådehavn "Bådfolk ved Vidåen".

### Genforeningen
Højer Sogn kom til Danmark ved Genforeningen, men med et stort tysk flertal ved folkeafstemningen på 536 tyske mod 251 danske stemmer. Kommunalbestyrelsen havde tysk flertal indtil 1946. Derfor kunne man først 15. juni 1950 rejse en kombineret genforenings- og befrielsessten, som står hvor Nørregade og Nørrevej krydser hinanden.

### Stationsbyen
Det danske målebordsblad viser lægebolig og apotek samt vandtårnet, der blev opført i 1934, så kortet må være nyere end det, men ikke meget nyere for det viser stadig resterne af Sild-trafikken: toldkontor, kro ved slusen og flere små hoteller.

### Højer Tæppefabrik
Et uldspinderi fra 1877 blev i 1919 købt af Anders Rasmussen Kjærby, som var 3. generation af en fynsk uldspinder-familie. Virksomheden kom i årtier til at sætte et stærkt præg på byen. Højer Tæppefabrik gik i starten af 1920'erne i gang med at væve stoffer og ikke bare spinde garnet. I starten af 1960'erne beskæftigede fabrikken 200 mand, men derfra gik det ned ad bakke mod konkursen i 1992.

## Galleri
- Hindrichsens Gård set fra vandtårnet
- Lises Hus
- Kiers Gård
- Østershuset ved Kiers Gård
- Højer-Hus, forsamlingshus